# Sarcostemma camargoi
Sarcostemma camargoi är en oleanderväxtart som beskrevs av G. Morillo. Sarcostemma camargoi ingår i släktet Sarcostemma och familjen oleanderväxter. Inga underarter finns listade i Catalogue of Life.